# Moussa Touré (homme politique)
Pour les articles homonymes, voir Moussa Touré et Touré.
Moussa Touré est un homme politique sénégalais qui fut ministre de l’Économie, des Finances et du Plan d'avril 1990 à avril 1991.